# Highland (Califórnia)
Highland é uma cidade localizada no estado americano da Califórnia, no Condado de San Bernardino. Foi incorporada em 24 de novembro de 1987.

## Geografia
De acordo com o United States Census Bureau, a cidade tem uma área de 48,9 km², onde 48,6 km² estão cobertos por terra e 0,3 km² por água.

### Localidades na vizinhança
O diagrama seguinte representa as localidades num raio de 16 km ao redor de Highland.

## Demografia
Segundo o censo nacional de 2010, a sua população é de 53 104 habitantes e sua densidade populacional é de 1 092,94 hab/km². Possui 16 578 residências, que resulta em uma densidade de 341,19 residências/km².